# Жилой дом с магазином на Мытной улице
Жилой дом с магазином на Мытной улице (Дом с магазином «Три поросенка») — здание, в Даниловском районе Южного административного округа города Москвы, расположенное на Мытной улице, д. 52. Дом является памятником архитектуры.

## История
Жилой дом с магазином на Мытной улице был построен в 1936 году. Дом проектировался как экспериментальный жилой дом по типу коммуны, на первом этаже которого размещался одноэтажный магазин. На протяжении длительного времени размещавшийся в здании гастроном Мосторга выставлял на витрину изображение трех поросят из известного мультфильма, за что магазин и дом получили неофициальное, но распространенное название «Три поросенка».

## Архитектура
Шестиэтажный восьмиподъездный дом был построен из крупных блоков, что было новой строительной технологией в 1930-х годах. Планировалось, что экспериментальный дом будет построен быстро, однако строительство продолжилось с 1932 по 1936 год. Здание было возведено по проекту архитекторов А. И. Кучерова и Н. Н Порфирьева. За время строительства дома в проект были внесены изменения, в частности, добавлено несколько нехарактерных для авангарда декоративных деталей, в частности, отдельными элементами подчеркнуты горизонтальные линии.